# Ozero Kanzhygaly
Ozero Kanzhygaly är en saltsjö i Kazakstan.   Den ligger i oblystet Aqmola, i den centrala delen av landet, 90 km norr om huvudstaden Astana. Arean är 9,4 kvadratkilometer.